# Pavel Zbožínek
Pavel Zbožínek (* 5. dubna 1974) je český fotbalový trenér a bývalý záložník.

## Hráčská kariéra
Začínal v Klenovicích na Hané, dále hrál za OP Prostějov, Sigmu Olomouc a SK Prostějov.
V nejvyšší soutěži debutoval v dresu žižkovské Viktorie v pondělí 3. srpna 1997 na hřišti Jablonce (nerozhodně 1:1). Do posledního utkání v české I. lize zasáhl v sobotu 28. května 2005 jako hráč Sigmy Olomouc v domácím zápase s Drnovicemi (výhra 4:1). Na jaře 2006 si v dresu Ružomberku připsal 4 starty ve slovenské lize, v nichž sice neskóroval, přispěl ovšem k mistrovskému titulu. Ve II. lize hrál za LeRK Brno, LeRK Prostějov, B-mužstvo Sigmy Olomouc a Drnovice.
Byl typem pracovitého a zodpovědného záložníka s velkým akčním rádiem.

### Ligová bilance
| Ročník                      | Zápasy | Góly | Minuty | Klub                 |
| --------------------------- | ------ | ---- | ------ | -------------------- |
| II. liga 1993/94            | –      | 1    | –      | FC LeRK Brno         |
| II. liga 1994/95            | –      | 5    | –      | FC LeRK Brno         |
| II. liga 1995/96            | 23     | 3    | –      | FC LeRK Brno         |
| II. liga 1996/97            | 16     | 0    | –      | SK LeRK Prostějov    |
| I. liga 1997/98             | 21     | 1    | 1 162  | FK Viktoria Žižkov   |
| I. liga 1998/99             | 23     | 1    | 1 624  | FK Viktoria Žižkov   |
| I. liga 1999/00             | 11     | 0    | 735    | FK Viktoria Žižkov   |
| I. liga 1999/00             | 14     | 0    | 1 234  | SK Sigma Olomouc     |
| I. liga 2000/01             | 15     | 0    | 1 188  | SK Sigma Olomouc     |
| I. liga 2001/02             | 14     | 0    | 1 080  | SK Sigma Olomouc     |
| II. liga 2001/02            | 2      | 0    | –      | SK Sigma Olomouc „B“ |
| I. liga 2002/03             | 21     | 0    | 1 792  | SK Sigma Olomouc     |
| II. liga 2002/03            | 2      | 0    | –      | SK Sigma Olomouc „B“ |
| I. liga 2003/04             | 28     | 1    | 2 440  | SK Sigma Olomouc     |
| I. liga 2004/05             | 21     | 1    | 1 493  | SK Sigma Olomouc     |
| II. liga 2004/05            | 1      | 0    | –      | SK Sigma Olomouc „B“ |
| II. liga 2005/06            | 10     | 0    | –      | FK Drnovice          |
| I. slov. liga 2005/06       | 4      | 0    | –      | MFK Ružomberok       |
| CELKEM I. LIGA (1997–2005)  | 168    | 4    | 12 748 |                      |
| CELKEM I. LIGA (2006)       | 4      | 0    | –      |                      |
| CELKEM II. LIGA (1993–2005) | –      | 9    | –      |                      |